# Émile Benveniste
Émile Benveniste (Aleppo, 27 mei 1902 - Parijs, 3 oktober 1976) was een Franse wetenschapper op het gebied van structuralistische taalkunde in navolging van Ferdinand de Saussure. Daarnaast heeft hij de grammatica van de Indo-Europese talen en de Iraanse en Indogermaanse talen etymologie en onomastiek bestudeerd. Zijn werk is verzameld in een bundel met de titel Problèmes de linguistique générale ("Problemen van de algemene taalwetenschap").

## Loopbaan
Na eerst les te hebben gehad van Antoine Meillet aan de École pratique des hautes études, gaf Benveniste daar vanaf 1927 zelf les. In 1937 ontving hij van het Collège de France de leerstoel voor algemene grammatica en vergelijkende taalwetenschap, die hij in 1969 vanweg een slechte gezondheid weer moest opgeven. Van 1969 tot 1972 was hij nog wel de eerste voorzitter van de Internationale Vereniging voor Semiotische Studies. Verder werd hij in 1959 nog lid van de Poolse Academie van Wetenschappen, in 1960 van de Académie des inscriptions et belles-lettres en in 1965 van de Accademia dei Lincei.

## Voornaamste werk
In zijn werk Problemen bracht Benveniste enkele correcties aan in de structuralistische taalkunde van Saussure, vooral waar het het eerder gemaakte onderscheid tussen significant en significaat en tussen significaat en referent. Saussure was ervan uitgegaan dat de significant het concept was en het significaat een fonetisch patroon. Volgens Benvéniste daarentegen stond subjectiviteitcentraal en was taal geen puur stimulus/respons-systeem en hadden deze twee zaken iets gemeenschappelijks in de menselijke hersenen. Dit onderbouwde hij met name aan de hand van de in het lexicon van iedere taal aanwezige voornaamwoorden, waarvan de betekenis sterk afhankelijk is van de context. Daarnaast onderscheidde Benveniste deiktische taalelementen - zoals de persoonlijke voornaamwoorden ik en jij - van anaforische zoals de derde persoon.

## Werken
- Essai de grammaire sogdienne (Paris 1929)
- Origines de la formation des noms en indo-européen (Paris 1935)
- Noms d’agent et noms d’action en indo-européen (Paris 1948)
- Problémes de linguistique générale I (Paris 1966)
- Le vocabulaire des institutions indo-européennes (2 Bde., Paris 1969)
- Problèmes du language (Paris 1970)
- Problèmes de linguistique générale II (Paris 1974)